# Kaiika maxwelli
Kaiika maxwelli är en utdöd fågel i familjen pingviner inom ordningen pingvinfåglar. Den beskrevs 2011 utifrån fossila lämningar från tidig eocen funna i Nya Zeeland.